# Amanda Brunholt
Amanda Brunholt (født 30. marts 1995) er en dansk kvindelig fodboldspiller, der spiller som målmand for FC Nordsjælland og Danmarks U/23-kvindefodboldlandshold.

## Karriere

### FC Nordsjælland
Den 27. juni 2023 blev det offentliggjort, at Amanda Brunholt skrev under på en 2-årig forlængelse med FC Nordsjælland.